# Sacy (cépage)
Pour les articles homonymes, voir Sacy.
Le sacy, ou tressallier, est un cépage français de raisins blancs.

## Origine

### Historique
Le sacy aurait été rapporté au XIIIe siècle par les moines de l'abbaye de Reigny, près de Vermenton dans l'Yonne (Sacy étant un village à 6 kilomètres de l'abbaye). Il était largement cultivé dans ce département, puisque les cultivateurs s'inquiétèrent régulièrement de sa prolifération et allèrent jusqu'à demander son interdiction en 1782. Il fut également cultivé en Franche-Comté. Son déclin a réellement commencé avec le phylloxéra.
En 1999 des chercheurs de l'Université de la Californie à Davis ont soumis 322 échantillons de vigne à des analyses génétiques poussées. En tout, 16 cépages, dont le sacy, sont le résultat de croisements entre le Gouais blanc et le Pinot. Il s'agit de l'aligoté, de l'aubin vert, de l'auxerrois, du bachet noir, du beaunoir, du chardonnay, du dameron, du franc noir de la Haute-Saône, du gamay blanc Gloriod, du gamay, du knipperlé, du melon de Bourgogne, du peurion, du romorantin, du roublot et du sacy.

### Répartition géographique
Le sacy est cultivé en Bourgogne. Il est identique au tressalier du département de l'Allier. Il n'est plus autorisé que dans les appellations crémant de Bourgogne et coteaux-bourguignons (ex bourgogne grand ordinaire) ainsi que dans le saint-pourçain.
Sa surface est passée de 655 ha en 1958 à 80 ha en 1994.

### Génétique
Les prospections menées dans l'Allier ont donné une collection dans laquelle trois clones ont été sélectionnés et agréés. Leurs caractéristiques donnent des vins dans le type du cépage[évasif] avec une production légèrement plus faible[précision nécessaire]. Ils ne sont que très peu multipliés.

## Caractères ampélographiques
L'extrémité du jeune rameau est cotonneuse et les jeunes feuilles vertes à reflets bronzés. Le rameau porte des entre-nœuds rayés de rouge. Les feuilles adultes sont entières ou quinquelobées, avec un sinus pétiolaire peu ouvert, des dents moyennes droites, un limbe involuté, bullé. 
Les grappes et les baies du sacy sont petites. La grappe est tronconique et ailée. Les baies sont arrondies et de petite taille.

## Aptitudes

### Culturales
La maturité est de deuxième époque tardive : 20 jours après le chasselas. C'est un cépage vigoureux et fertile. Il peut être conduit en taille courte, bien que les usages fassent qu'il le soit en taille longue.

### Sensibilité aux maladies
Il ne présente pas de sensibilité particulière.

### Potentiel technologique
Le sacy donne des vins légers, d'acidité bonne et de faible degré. Il est souvent utilisé pour l'élaboration de vins effervescents, mais peut aussi donner de bons vins tranquilles.

## Synonymes
Le sacy est connu sous les noms de aligoté vert, blanc de Pays, blanc moulin, blanc vert, fairené, fariné, farinier blanc, ferné, fernet, ferney, gros blanc, menu blanc, peut blanc, pivoine, plant de Sacy, plant d´Essert, sassy, souche, weissklemmer.

## Cultivars
Le tressallier est un cépage indigène du vignoble de la région de Saint-Pourçain-sur-Sioule, dans l'Allier, considéré comme un cultivar particulier du sacy.
De nombreuses orthographes sont possibles mais la plus courante et celle qui figure sur les textes officiels est "tressalier".
Ce terme a deux origines possibles :
1. provenant de Bourgogne donc à l'est de la rivière Allier, ce cépage aurait été identifié comme celui qui a traversé l'Allier d'où tressalier.
2. les anciens, pour cultiver ce cépage vigoureux, avaient imaginé une technique de culture particulière. Elle consistait à former une sorte de hutte rectangulaire de 8 à 10 ceps de long et qui nécessitait un système de tuteurage ressemblant aux ridelles des chariots appelés alors dans le Bourbonnais des tresailles.

Des sélections réalisées durant les années 80 et la maîtrise des rendements ont permis de mettre en évidence tout le potentiel de ce cépage typique des vins de Saint-Pourçain.
Le tressallier est également cultivé en Europe Centrale (entre autres région de Goriska Brda en Slovénie).